# Nikky Blond
Nikky Blond (Budapest, 9 marzo 1981 – 11 settembre 2023) è stata un'attrice pornografica ungherese.

## Biografia
Inizia la carriera nell'hard nel 1999 a 18 anni. Lavora per Toxxxic, Sinister, Ninn Worx, Evil Angel, H2 Video, Metro, Hustler, New Sensation, Elegant Angel, Platinum X, Smash Pictures, Private e Colossal Entertainment. Compare spesso in film e set fotografici assieme al marito, l'attore pornografico brasiliano Renato. Ha interrotto la carriera cinematografica per motivi personali non precisati.

## Filmografia
- Violated Beauties 1
- Three For All 3
- Soloerotica,2,6
- Superfuckers 4
- Secret Pleasure
- Sex Factor
- Riviera 2
- Riviera 3 - The Sex Connection
- Private Castings X 36 - Nikky Blond
- Measure for Measure
- Leg Affair 4
- Legal Skin 14
- Hustler XXX 4 on 1
- Killer Blow Jobs 9
- Girls on Girls
- First Class Euro Sluts 4
- Fragile 2 - Reflections
- Euroglam 4
- Euro Sluts 3
- Euroglam 2 Budapest
- Christoph Clark's Beautiful Girls 2
- Diamond girl
- Ass Angels 3
- A Bevy Of Blondes
- Blowjob Fantasies 8
- Catherine
- Booty Fest 2
- The Private Story of Nikky Blond
- Step By step #3
- I Soliti Noti